# 3150 Тоса
3150 Тоса (3150 Tosa) — астероїд головного поясу, відкритий 11 лютого 1983 року.
Тіссеранів параметр щодо Юпітера — 3,069.
Названо на честь провінції Тоса (яп. とさ(土佐) тоса).